# Kamionka (dopływ Kamieńczyka)
Kamionka – potok górski, prawy dopływ Kamieńczyka o długości około 3,9 km.
Potok płynie w Sudetach Środkowych, w Górach Bystrzyckich, w woj. dolnośląskim. Źródła potoku położone są na wschodnim stoku góry Kamyka (711 m n.p.m.), w Górach Bystrzyckich, na wysokości 699 m n.p.m. Zasadniczy kierunek biegu potoku jest wschodni.
W górnym biegu potok spływa zboczem góry przez łąki w kierunku Kamieńczyka, następnie płynie głębokim kamienistym korytem przez wieś do ujścia. Po przekroczeniu granic wsi uchodzi na wysokości 445 m n.p.m. do Kamieńczyka. Potok zbiera wody z południowych zboczy doliny, w której położona jest wieś Kamieńczyk. Na niektórych odcinkach swojego biegu posiada zabezpieczone brzegi kamiennym murem oporowym od strony drogi. Jego dopływami są trzy strumienie bez nazwy spływające z południowego stoku śródgórskiej doliny.